# Caberto Conelli

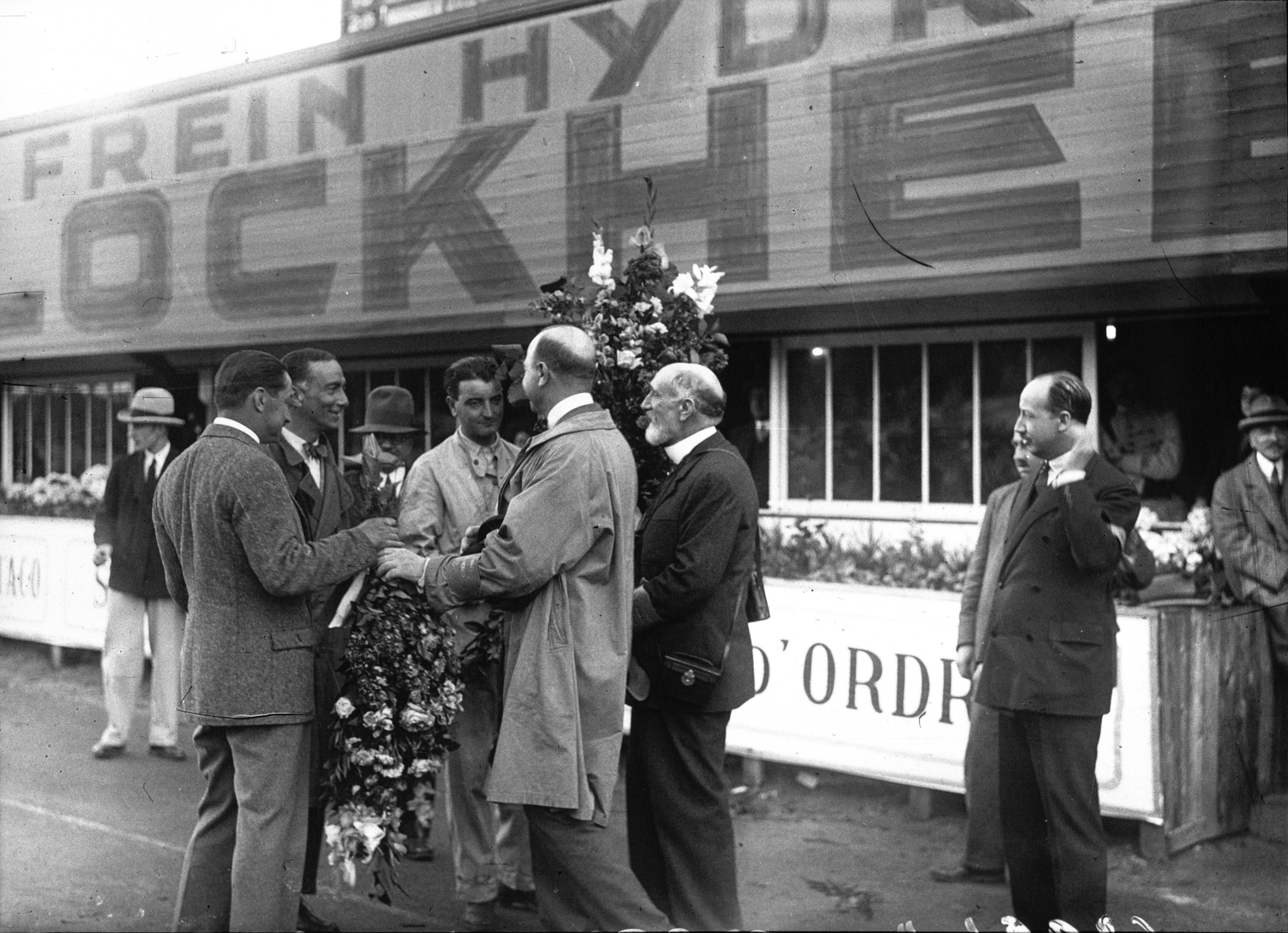
William Grover-Williams, André Boillot und Caberto Conelli beim Großen Preis von Frankreich 1929.

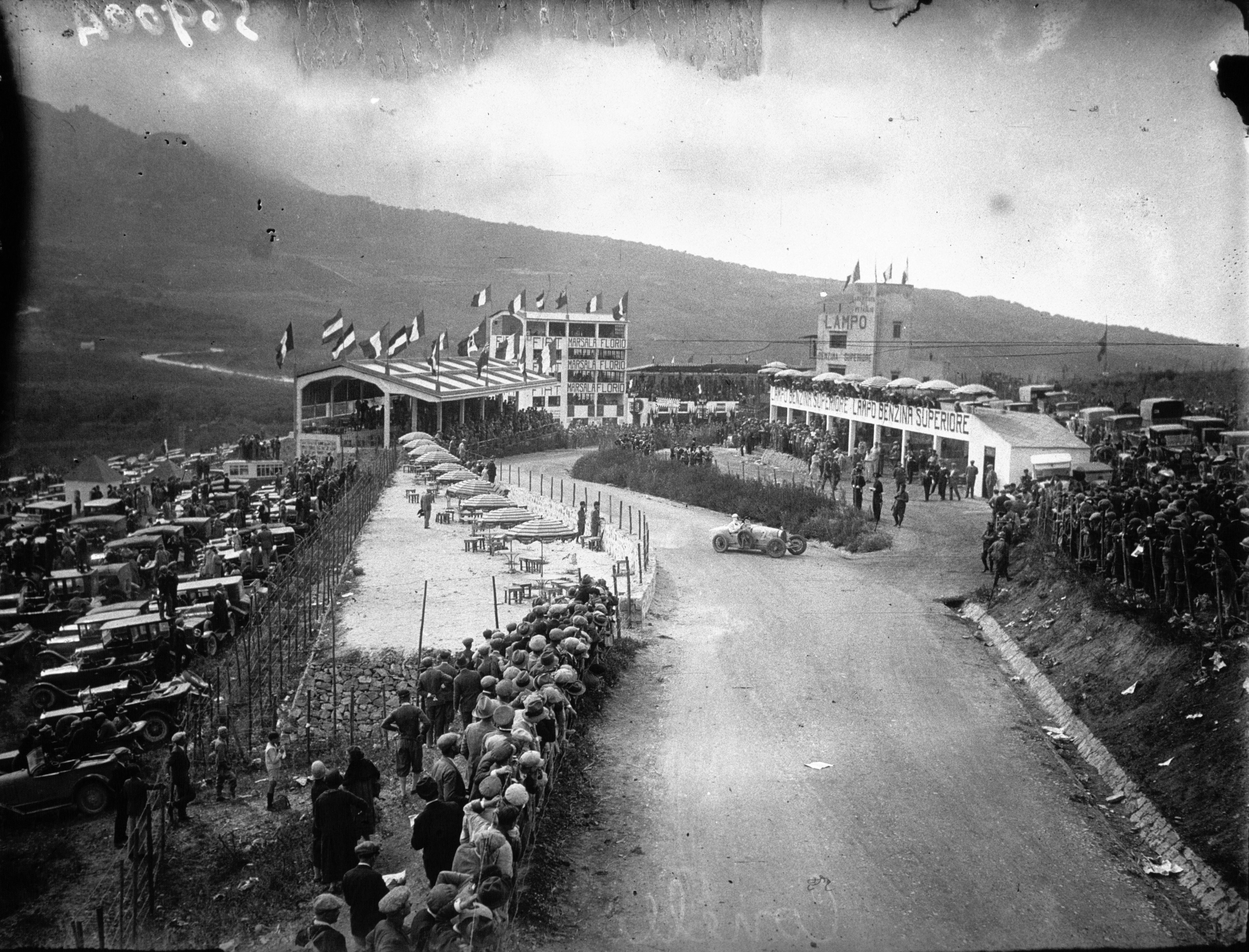
Conelli bei der Targa Florio 1928.

Carlo Alberto „Caberto“ Conelli, Conte De Prosperi (* 26. August 1889 in Belgirate; † 25. August 1974 ebenda) war ein italienischer Adliger und Automobilrennfahrer.

## Karriere
Conelli war ein Sohn des piemontesischen Diplomaten Carlo Conelli und Anna Bracorens di Savoiroux, die aus einer savoyischen Adelsfamilie stammte. Die beiden hatten sechs Kinder: vier Mädchen, Caberto und dessen genau drei Jahre älteren Bruder Francesco, genannt Franz. Caberto Conelli verbrachte in Turin und der idyllischen Familienvilla in Lesa bei Belgirate am Lago Maggiore eine unbeschwerte Kindheit. Er war begeisterter Segler und Motorbootfahrer. Mit Automobilen kam er durch Alfonso Ferrero di Ventimiglia, den Ehemann seiner Schwester Carla, in Berührung. Dieser war einer der Gründer von Fiat.
Nachdem er am Ersten Weltkrieg in Makedonien als Fahrer teilgenommen hatte, machte Caberto Conelli 1917 seine Pilotenlizenz. Danach wurde er Mitglied der 91ª Squadriglia (Squadriglia Baracca) von Francesco Baracca, schoss vier Flugzeuge ab und wurde mehrfach ausgezeichnet. Im Jahr 1919 verschaffte ihm Fiat die Möglichkeit beim Bergrennen Parma–Poggio di Berceto teilzunehmen. Conelli qualifizierte sich als Erster in seiner Klasse. Am 29. September 1920 feierte er auf einem F.A.S.T. beim Bergrennen von Aosta auf den Gran San Bernardo den ersten Sieg seiner Laufbahn.
1921 gewann Conelli auf Diatto-Bugatti (auch Diatto Type 30) auf dem Circuito di Montichiari bei Brescia einen Ausscheidungslauf zum ersten Großen Preis von Italien. Wenige Tage später siegte er auch beim Grand Prix Voiturette Gentlemen Rahmen des Großen Preises von Italien 1921.
Ende 1922 zog sich Franz Conelli vom aktiven Rennsport zurück und kümmerte sich unter anderem um die Rennaktivitäten seines Bruders Caberto. Für die Saison 1923 kaufte man einen Amilcar, mit dem er erfolgreich in der Voiturette-Kategorie startete.
Im Jahr 1925 trat Conelli in die Fußstapfen von Giulio Masetti und wurde Werksfahrer bei der S.T.D.-Gruppe, dem Zusammenschluss von Sunbeam, Talbot und Darracq, und trat in dieser Saison nur im Ausland an. Sein Debüt gab er am 8. März 1925 beim Grand Prix de Provence auf dem Circuit de Miramas mit dem Talbot-70-Voiturette und Rang zwei hinter seinem britischen Teamkollegen Henry Segrave. Am 17. Mai verunfallte er mit seinem Talbot auf dem Autodrome de Linas-Montlhéry in Frankreich auf der Start-Ziel-Gerade, prallte dabei drei Mal gegen eine Mauer, wurde aus seinem Wagen geschleudert, schaffte es aber trotzdem sein Auto über die Ziellinie zu bringen und Zweiter zu werden.
Später ging Conelli als Werksfahrer für Bugatti an den Start und wurde unter anderem beim Großen Preis von Spanien 1927 auf dem Circuito Lasarte bei San Sebastián auf Bugatti T39A Zweiter hinter dem Franzosen Robert Benoist (Delage) und beim Großen Preis von Frankreich 1929 in Le Mans Dritter hinter W. Williams (Bugatti) und André Boillot (Peugeot).
Ende der 1920er-Jahre avancierte Conelli zu einem Spezialisten für die auf Sizilien ausgetragene Targa Florio. 1927 wurde er hinter Emilio Materassi (Bugatti T35C) Zweiter, 1928 und 1930 jeweils Dritter.
1931 nahm Conelli für Bugatti an der erstmals vom internationalen Automobilsportverband AIACR ausgeschriebenen Grand-Prix-Europameisterschaft teil. Er startete zusammen mit W. Williams auf einem T51 und gewann zusammen mit dem Briten den Großen Preis von Belgien in Spa-Francorchamps, was den beiden Rang acht in der Gesamtwertung einbrachte. Beim 24-Stunden-Rennen von Le Mans trat er zusammen mit Maurice Rost auf einem T50S an. Am Samstagabend hatte er nach einem Reifenschaden einen schweren Unfall. Das Wrack des Bugatti schleuderte in eine Zuschauergruppe, wobei ein Zuschauer den Tod fand. Nach Bekanntwerden der Tragödie zog Ettore Bugatti die beiden weiteren Wagen vom Rennen zurück.
Caberto Conelli verstarb am 25. August 1974 im Alter von 84 Jahren.

## Statistik

### Vorkriegs-Grands-Prix-Ergebnisse
| Saison | Team                       | Wagen       | 1 | 2     | 3   | Punkte | Position |
| ------ | -------------------------- | ----------- | - | ----- | --- | ------ | -------- |
| 1931   | Automobiles Ettore Bugatti | Bugatti T51 |   |       |     | 14     | 8.       |
| 1931   | Automobiles Ettore Bugatti | Bugatti T51 |   | DNF 1 | 1 1 | 14     | 8.       |

| Legende  | Legende                                                                   | Legende                                                                   | Legende   |
| Farbe    | Bedeutung                                                                 | Bedeutung                                                                 | EM-Punkte |
| -------- | ------------------------------------------------------------------------- | ------------------------------------------------------------------------- | --------- |
| Gold     | Sieg                                                                      | Sieg                                                                      | 1         |
| Silber   | 2. Platz                                                                  | 2. Platz                                                                  | 2         |
| Bronze   | 3. Platz                                                                  | 3. Platz                                                                  | 3         |
| Grün     | Klassifiziert, mehr als 75% der Renndistanz zurückgelegt                  | Klassifiziert, mehr als 75% der Renndistanz zurückgelegt                  | 4         |
| Blau     | nicht punkteberechtigt, zwischen 50% und 75% der Renndistanz zurückgelegt | nicht punkteberechtigt, zwischen 50% und 75% der Renndistanz zurückgelegt | 5         |
| Violett  | nicht punkteberechtigt, zwischen 25% und 50% der Renndistanz zurückgelegt | nicht punkteberechtigt, zwischen 25% und 50% der Renndistanz zurückgelegt | 6         |
| Rot      | nicht punkteberechtigt, weniger als 25% der Renndistanz zurückgelegt      | nicht punkteberechtigt, weniger als 25% der Renndistanz zurückgelegt      | 7         |
| Farbe    | Abkürzung                                                                 | Bedeutung                                                                 | EM-Punkte |
| Schwarz  | DSQ                                                                       | disqualifiziert (disqualified)                                            | 8         |
| Weiß     | DNS                                                                       | nicht gestartet (did not start)                                           | 8         |
| Weiß     | DNA                                                                       | nicht erschienen (did not arrive)                                         | 8         |
| sonstige | P/fett                                                                    | Pole-Position                                                             | 8         |
| sonstige | SR/kursiv                                                                 | Schnellste Rennrunde                                                      | 8         |
| sonstige | DNF                                                                       | Rennen nicht beendet (did not finish)                                     | 8         |

### Le-Mans-Ergebnisse
| Jahr | Team           | Fahrzeug         | Teamkollege  | Platzierung | Ausfallgrund |
| ---- | -------------- | ---------------- | ------------ | ----------- | ------------ |
| 1931 | Equipe Bugatti | Bugatti Type 50S | Maurice Rost | Ausfall     | Unfall       |